# Challenger Banque Nationale de Granby 2005
Il Challenger Banque Nationale de Granby 2005 è stato un torneo di tennis facente parte della categoria ATP Challenger Series nell'ambito dell'ATP Challenger Series 2005. Il torneo si è giocato a Granby in Canada dal 25 al 31 luglio 2005 su campi in cemento.

## Vincitori

### Singolare
Danai Udomchoke ha battuto in finale  Grégory Carraz con il punteggio di 7–6(6), 2–6, 7–6(2).

### Doppio
Johan Landsberg /  Lu Yen-hsun hanno battuto in finale  Philip Bester /  Frank Dancevic con il punteggio di 4–6, 7–6(5), 7–5.